# 푸에르토에스콘디도

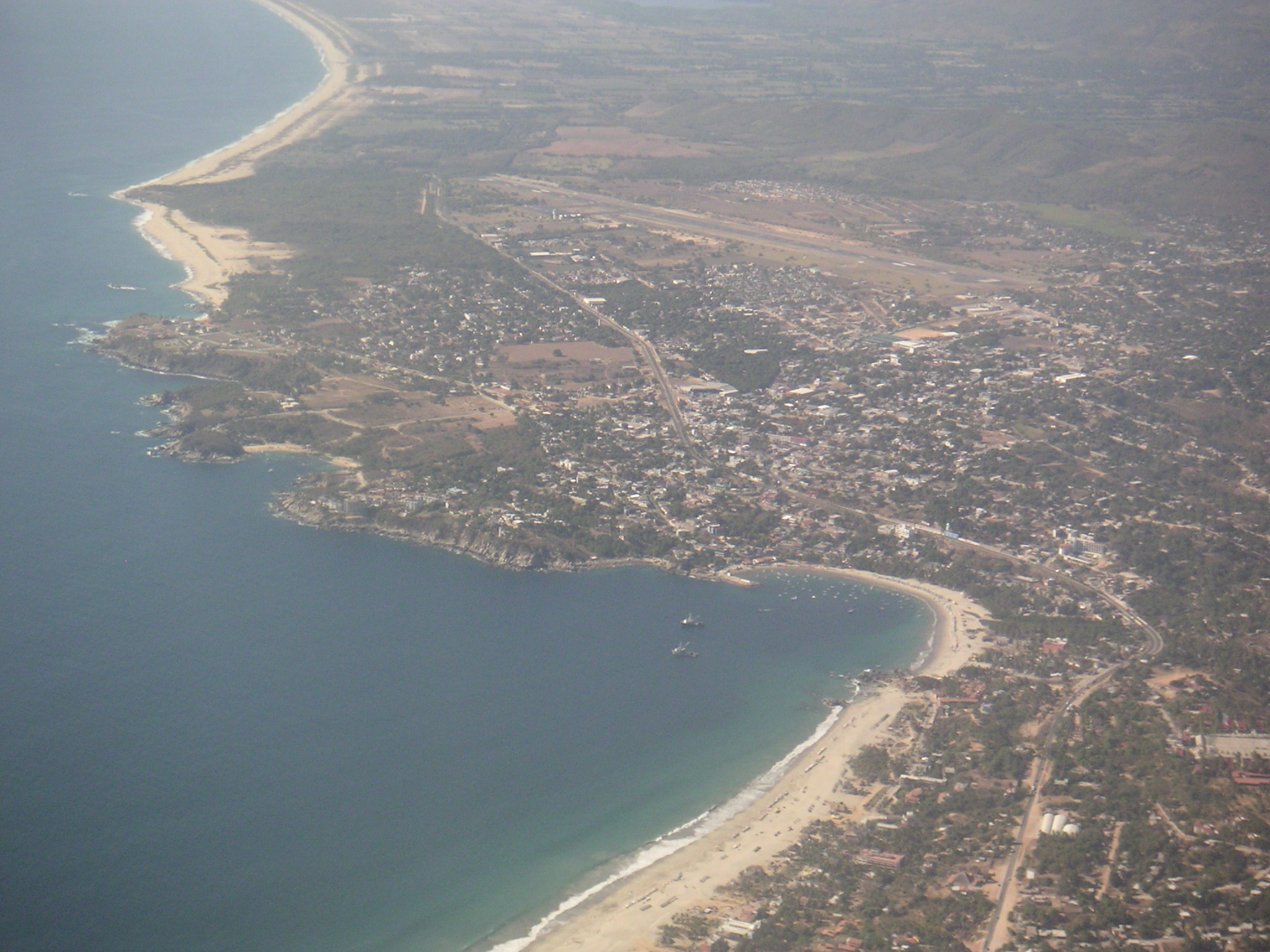
푸에르토에스콘디도

푸에르토에스콘디도(스페인어: Puerto Escondido)는 멕시코 오아하카주에 위치한 도시로 높이는 60m, 인구는 45,000명(2013년 기준)이다. 도시 이름은 스페인어로 "숨은 항구"를 뜻한다.